# Билли Кей
Джессика Маккей (англ. Jessica McKay; род. 23 июня 1989, Сидней) — австралийский рестлер. В настоящее время выступает в Impact Wrestling, где является командной чемпионкой нокаутов Impact, вместе с Кейси Ли.
Известна по выступлениям в WWE под именем Билли Кей, где являлась командной чемпионкой WWE среди женщин вместе с Пейтон Ройс.
В июне 2007 года Маккей дебютировала в рестлинге в промоушене Pro Wrestling Alliance (PWA), а год спустя начала выступать в Pro Wrestling Women’s Alliance, где стала двукратной чемпионкой PWWA, позже она начала выступать на независимой сцене в нескольких промоушенах, организованных в США в течение нескольких лет, основным из которых был Shimmer Women Athletes.

## Ранняя жизнь
Маккей начала наблюдать за рестлингом в возрасте 10 лет вместе со своим братом и позже начала карьеру рестлера c посещения австралийского промоушена, основанного в Сиднее, Pro Wrestling Alliance Прежде чем стать рестлером, Маккей преуспела в баскетболе.. Также посещала ту же среднюю школу (Westfields Sports), что и её коллега-рестлер Пейтон Ройс.

## Карьера в рестлинге

### Pro Wrestling Alliance Australia (2007—2015)
Маккей обучалась у Мэдисон Иглз Дебютировала 23 июня 2007 года, в свой восемнадцатый день рождения, в PWA Australia с победой над Иглз и Авророй, выступая под своим именем Джесси Маккей.
2 августа 2008 года Маккей победила действующую чемпионку Келли Скайтер, впервые выиграв Чемпионство PWWA. 8 ноября успешно защитила титул против Tениль Тайлы. Но 22 ноября она проиграла свой титул Пенни Лейн. После того как Лейн вакантировала свой титул из-за травмы, 14 сентября 2009 года Маккей во второй раз стала чемпионкой PWWA в четырёхстороннем матче, против Келли Скайтер, Свейи и Шаззы Маккензи. В марте и мае 2010 года Маккей провела две успешные защиты титула против KC Кэссиди и Мэдисон Иглз, но 11 июня 2010 года проиграла титул Иглз.
В сентябре 2011 года Маккей не смогла выиграть трехсторонний матч за Чемпионство Shimmer, в котором также участвовали чемпионка Мэдисон Иглз и Николь Мэтьюз. В августе 2012 года в матче за титул временного чемпиона PWWA была побеждена Эви.

### Shimmer Women Athletes (2008—2015)
В октябре 2008 года Маккей начала выступать за все женские американские промоушены Shimmer Women Athletes, дебютировав на Volume 21 вместе с Мэдисон Иглз в качестве команды Розовые Леди (Pink Ladies). Они участвовали в командном матче «кулак» (gauntlet match), призванном определить первых Командных Чемпионов Shimmer, но стали первой командой, выбывшей из матча. Маккей дебютировала в одиночном матче в Shimmer, проиграв Келли Скайтер на Volume 24.
В сентябре 2010 года на Volume 33 Маккей победила Николь Мэтьюс, которой ранее проиграла в апреле того же года на Volume 30. Продолжила сокрушительной победой над Аяко Хамадой и Сарой Дель Рей в трехстороннем матче, удержав бывшею чемпионку Shimmer Дель Рей на Volume 34. В сентябре 2010 года Маккей получила титульный матч против своего тренера и бывшего командного партнёра, чемпионки Shimmer Мэдисон Иглз на Volume 35, но не смогла победить.
После неудавшегося вызова на титул Маккей продолжала враждовать с Николь Мэтьюз. На Volume 36 объединилась с Тениель, бросив вызов Канадским Ниндзя (Мэтьюс и Порша Перес) за Командный Чемпионат Shimmer, но потерпела поражение. Однако в марте 2011 года на Volume 38 одержала победу над Канадскими Ниндзя, объединившись с Сереной. Маккей завершила свою вражду с Мэтьюс проигрышем в матче двух из трех удержаний на Volume 39.
В марте 2012 года победы над Миа Йим на Volume 45 и бывшей чемпионкой Shimmer Мисс Чиф на Volume 46 привели к тому, что Маккей получила ещё один шанс за Чемпионство Shimmer, но проиграла действующей чемпионке Черлидеру Мелиссе на Volume 47. На Volume 53-м в апреле 2013 года Маккей потерпела поражение от Мэдисон Иглз. На Volume 57 Кей победила Мерседес Мартинес.

### Другие промоушены (2008—2015)
Помимо выступлений за Shimmer, Маккей также выступала за другие американские промоушены, включая Combat Zone Wrestling (CZW) и Ring of Honor (ROH) в 2008 году, и Chikara в 2011 году. В 2012 году выступала за канадское продвижение NCW Femmes Fatales. В апреле 2014 года Маккей дебютировала в американском промоушене Shine Wrestling на Shine 9, одержав победу в матче команды из шести человек, объединившись с Келли Скайтер и Шазза Маккензи, чтобы победить Никки Рокс, Сантану и Миа Йим.

### WWE

#### NXT (2015—2018)

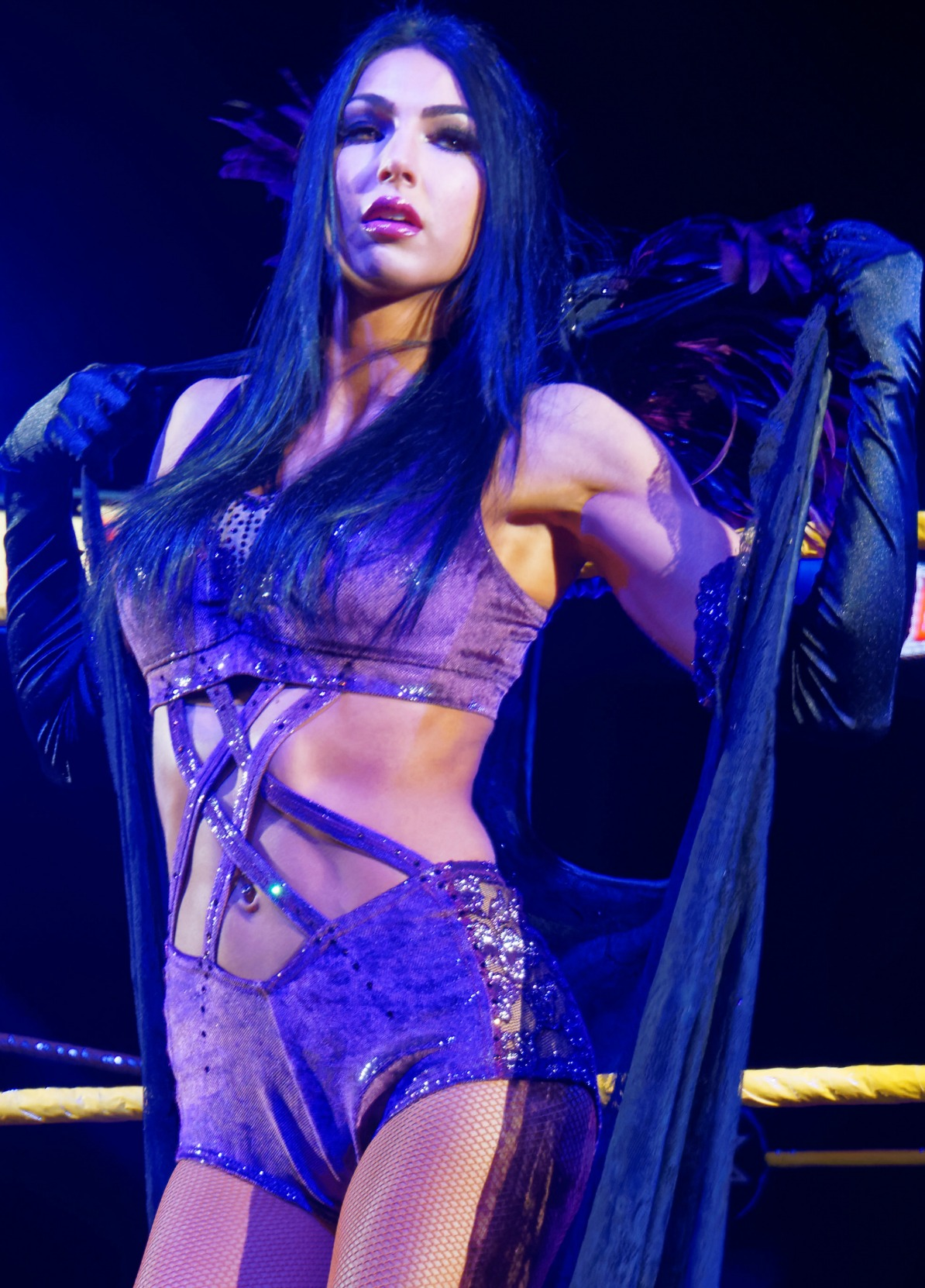
Кей перед матчем на WrestleMania 32 Axxess в апреле 2016 года

В августе 2014 года Маккей получила пробы в WWE во время их турне по Австралии и став стажером NXT 13 апреля 2015 года 10 июня на эпизоде NXT Маккей дебютировала на телевидении в ринге, где она выступала на ринге под именем Джесси, проиграв Бекки Линч. 7 августа получила новый рингнейм Билли Кей.. После участия в нескольких своих матчей в NXT в качестве фейса, 21 октября на эпизоде NXT Кей выступала в своем первом матче в качестве хила, проиграв Аске. Во время нескольких хаус шоу NXT до конца 2015 года Кей была менеджером рестлера Сильвестра Лефорта, однако это длилось не долго, в феврале 2016 года Лефорт был освобожден от своего контракта.
На эпизоде NXT 13 января 2016 года Кей участвовала в баттл-рояле за претендентство номер один Женского Чемпионство NXT Бэйли, которая выиграла Кармелла. 30 июня Кей впервые появилась в основном росторе на эпизоде SmackDown, где работала в качестве джоббера, проиграв Дане Брук. 27 июля Кей вернулась на телевидение NXT, где добилась своей первой победы в компании, победив Сантану Гаррет. 17 августа на эпизоде NXT попросила генерального менеджера NXT Уильяма Ригала провести матч на NXT TakeOver: Brooklyn II против дебютантки Эмбер Мун. На NXT TakeOver: Brooklyn II 20 августа Кей была побеждена Эмбер Мун. После короткого перерыва Кей вернулась 21 сентября на эпизоде NXT, победив Алию.

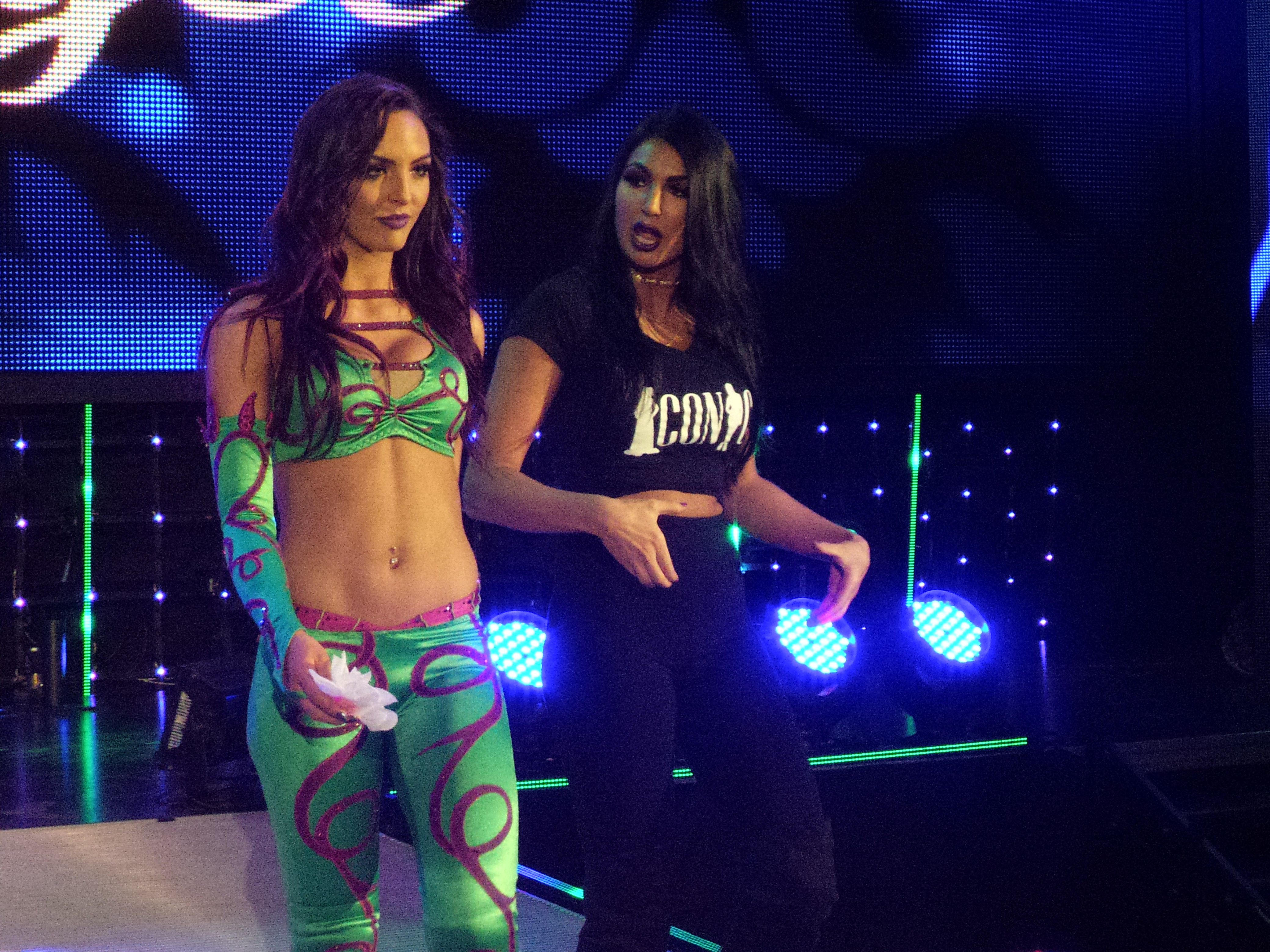
The IIconics в 2017 году

В октябре Кей заключила союз с Пейтон Ройс, позже получивший название «Культовый дуэт» (The Iconic Duo), а позже вступила во фьюд с Лив Морган, дуэт постоянно атаковал и побеждал Морган в одиночных матчах. В итоге это привело к командному матчу из шести женщин на NXT TakeOver: Toronto, который был записан и транслировался для эпизода NXT 23 ноября, в котором Алия, Эмбер Мун и Морган победили Кей, Ройс и их партнёршу Дарью Беренато. В конце декабря Кей и Ройс были помещены в короткий фьюд с чемпионкой NXT среди женщин Аской после того, как последняя заявила, что для неё нет никакой конкуренции Это привело к четырёхстороннему фатальному матчу, в котором также участвовала Никки Кросс, на PPV NXT TakeOver: San Antonio 28 января 2017 года, в котором и Кей, и Ройс не смогли выиграть Женский чемпионат.

#### The IIconics (2018—2021)

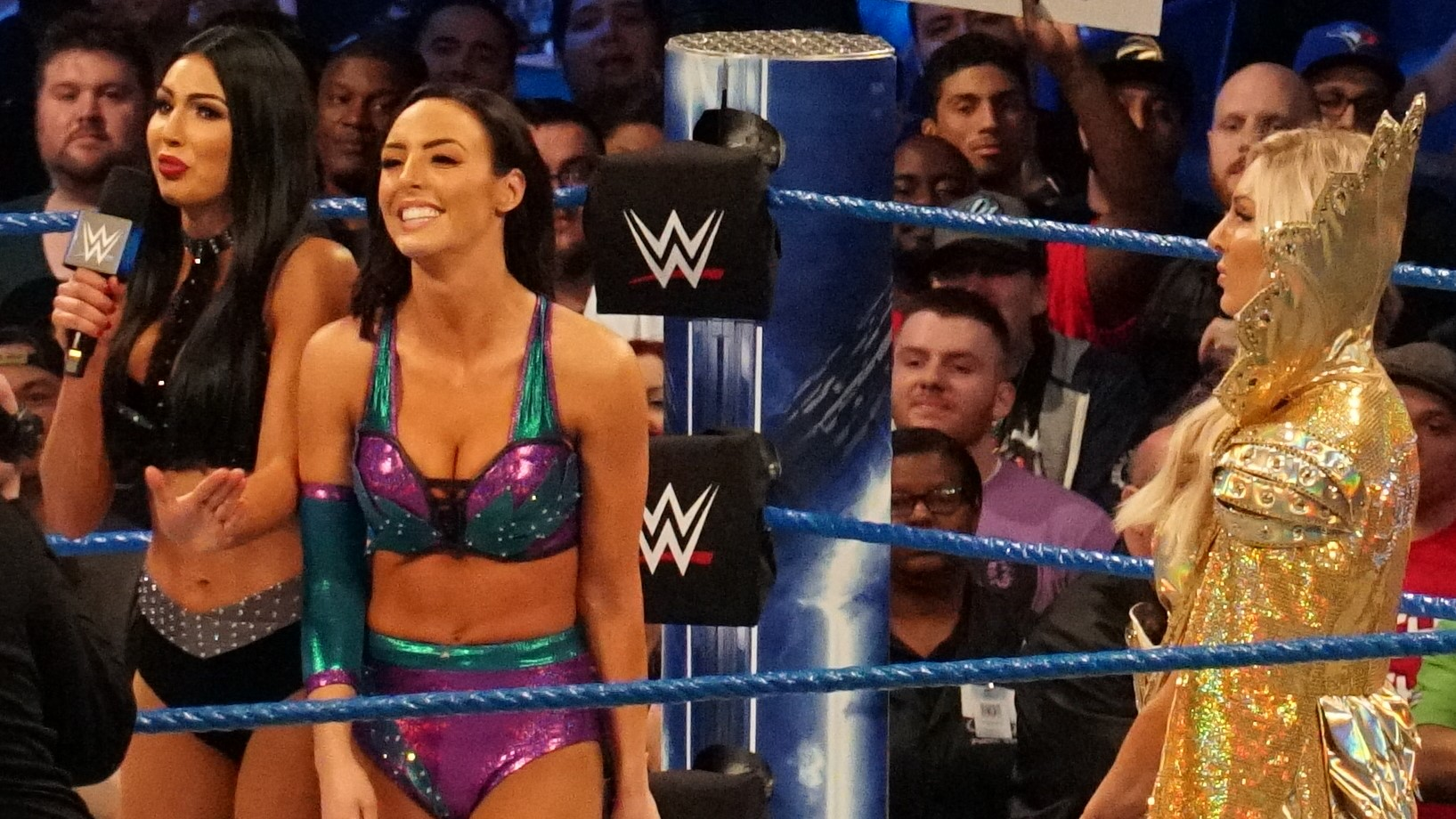
The IIconics дебютируют на SmackDown прервав Шарлотту Флэр

10 апреля 2018 года в эпизоде SmackDown Live Кей и Ройс дебютировали в основном росторе, получившие новое название IIconics, атакуя тогдашнюю Женскую Чемпионку WWE SmackDown Шарлотту Флер, пока она вырезала промо-ролик о своем матче на WrestleMania 34. Спустя неделю Кей проиграла Флер. В своем первом матче вместе в основном росторе, IIconics одержали свою первую победу над Аской и Бекки Линч. В течение следующих нескольких месяцев Кей участвовала в различных одиночных и командных матчах, но в итоге проигрывала. В августе, IIconics начали свою первую вражду в основном ростере, с Наоми, и эти двое смогли победить её в одиночных матчах. Позже, Наоми объединилась с Аской, но проиграли IIconics на WWE Super Show-Down 6 октября, проходившем в Австралии на родине последних. Три недели спустя Кей и Ройс приняли участие в первом женском ППВ WWE Evolution они были первыми двумя выбывшими из баттл-роялла за будущий матч женского чемпионства.
27 января 2019 года Кей и Ройс вступили в свой первый Royal Rumble матч на одноимённом ППВ выйдя под номерами 7 и 9 соответственно. Им удалось устранить Никки Кросс, прежде чем они были устранены Лэйси Эванс. 17 февраля на ППВ Elimination Chamber IIconics выступали в командном Elimination Chamber матче за первые Женские командные чемпионства WWE, которые выиграли Саша Бэнкс и Бэйли. В марте IIconics начали вражду с Бэнкс и Бэйли, которых они победили в матче без титула. Из-за их победы, они (и две другие команды) бросили вызов Бэнкс и Бэйли за командные чемпионства WrestleMania 35 в фатальном четырёхстороннем матче. Мероприятие, состоялось 7 апреля, IIconics выиграли матч после того, как Кей удержала Бэйли, впервые выиграв Командное чемпионство WWE среди женщин. На эпизоде Raw 5 августа IIconics проиграли титулы Алексе Блисс и Никки Кросс в фатальном четырёхстороннем матче. 11 мая IIconics вернулись на Monday Night Raw для матча без титула против Алексы Блисс и Никки Кросс.
15 апреля 2021 года Билли Кей и Пейтон Ройс были освобождены от контракта с WWE.

### Impact Wrestling (2021 — н. в.)
На Knockouts Knockdown 9 октября 2021 года было объявлено, что The IIconics, теперь известные как The IInspiration, дебютируют в Impact Wrestling на Bound for Glory. На Bound for Glory они победили Хэвок и Розмари и выиграли титул командных чемпионов нокаутов Impact.

## В реслинге
- Завершающие приемы
  - Как Билли Кей
    - Shades of Kay (Big boot) — 2016- по настоящее время; used as a signature move in 2015

  - Как Джесси МакКей
    - Boyfriend Stealer (Sitout uranage)
- Коронные приемы
  - Как Билли Кей
    - Arm-dragging Northern Lights suplex
    - Consecutive flying clotheslines
    - Corner foot choke
    - Delayed vertical suplex
    - Headbutt
    - Knee strike to the opponent’s midsection
    - Modified armbar, sometimes while applying a neck wrench
    - Roaring Elbow (Discus elbow smash)
    - Superkick
    - Torture rack
    - Satellite headscissors takedown

  - Как Джесси МакКей
    - 7 Minutes in Heaven (Octopus hold) — 7 минут Рая («Хват осьминога»)
    - Axe kick — Удар топором
    - Consecutive flying clotheslines
    - Corner foot choke
    - Delayed vertical suplex — Вертикальный прогиб
    - Double knee drop to a seated opponent’s chest — Двойной бросок коленом в грудь оппонента, что сидит
    - Headscissors takedown
    - Northern Lights Bomb (Scoop brainbuster)
    - Satellite headscissors takedown
    - Savate kick to an opponent’s midsection
    - School Girl Crush (Big boot)
    - Sitout rear mat slam
    - Thesz press, sometimes diving
- С Пейтон Ройс
  - Командные завершающие приемы
    - Sick Knee from Sydney (Running one-handed bulldog (Royce) dropped into kneeling knee (Kay))

  - Командные коронные приемы
    - Double suplex — Двойной прогиб
    - Удары подошвой в живот и спину противника при этом удерживая руки противника врозь
- Менеджеры
  - Сильвестр Лефорт
  - Пейтон Ройс
- Команды и группировки
  - Pink Ladies — «Розовые Дамы» (с Мэдисон Иглз)
  - The IIconics (С Пейтон Ройс)
- Прозвища
  - Любимая подружка каждого из нас"(англ."Everybody’s Favourite Girlfriend")
  - «Роковая женщина»(англ."The Femme Fatale")
- Музыкальные темы
  - «4ever» by The Veronicas (Независимая сцена)
  - «Beautiful Sexy Fierce» by Ashley Jana (NXT; 2 сентября 2015 — 21 октября 2015)
  - «Femme Fatale» by CFO$ (NXT; 20 августа 2016-по настоящее время)

## Фильмография
| Фильмы | Фильмы                    | Фильмы             |
| Год    | Название                  | Роль               |
| ------ | ------------------------- | ------------------ |
| 2011   | Экстремальный роман Майки | Бэкки              |
| 2018   | Остров Анжелики           | Юная Анжелика      |
| 2023   | Убийцы харизмы            | Жена свингера Клэр |

## Другие медиа
Кей дебютировала в видеоигре WWE в качестве игрового персонажа в WWE 2K18, с тех пор появившись как в WWE 2K19, так и в WWE 2K20

## Титулы и достижения
- Pro Wrestling Women’s Alliance
  - Чемпионка PWWA (2 раза)[7][8]
- Pro Wrestling Illustrated
  - PWI ставит её под № 34 из топа 50 женских рестлеров в 2012 оду[91]
- Sports Illustrated
  - Ставит её под № 25 в топе из 30 женских рестлеров 2018 году[92]
- WWE
  - Командная чемпионка WWE среди женщин (1 раз) — с Пейтон Ройс[93]
  - NXT Премия года (1 раз)
    - Прорыв года (2016)[94] — с Пейтон Ройс